# La Petite Rivière (île d'Anticosti - partie Est)
Pour les articles homonymes, voir La Petite Rivière.
La Petite Rivière est un cours d'eau de l'île d'Anticosti au Québec (Canada) qui se jette dans le  golfe du Saint-Laurent. Elle est localisée à l'est de la municipalité de L'Île-d'Anticosti.
La route forestière (sens est-ouest) principale de l'île d'Anticosti dessert indirectement la partie supérieure de cette vallée. Une route forestière secondaire dessert la rive ouest de cette petite vallée.
Cette rivière délimite la réserve écologique de la Pointe-Heath.

## Toponymie
L'île d'Anticosti comporte deux toponymes La Petite Rivière; l'un dans la partie Est et l'autre dans la partie Ouest.
Le toponyme « La Petite Rivière » a été officialisé le 12 septembre 1974.

## Géographie
La Petite Rivière tire sa source d'une zone de marais (altitude: 71 m) situé dans la partie Est de l'île d'Anticosti. L'embouchure de ce petit lac est située à:
- à l'est de Port-Menier;
- à l'est de la pointe est de l'île d'Anticosti;
- au sud de la rive nord-est de l'île;
- au nord de la rive sud-est de l'île d'Anticosti[2].

À partir de sa source, la Petite Rivière coule généralement vers le sud-est entre la rivière au Cormoran (située du côté ouest); et la baie du Naufrage (située sur le littoral est de l'île d'Anticosti). Son cours descend sur environ 16 km, avec un dénivelé de 82 m, selon les segments suivants:
- d'abord vers le sud-est en zone de marais jusqu'à un coude de rivière; puis vers l'est, en recueillant la décharge (venant du nord-ouest) d'une zone de marais et une autre décharge (venant du nord) de marais en fin de segment, jusqu'à la décharge (venant du nord) d'un ensemble de petits lacs et de marais;
- vers le sud-est en formant de petits serpentins par endroit, en recueillant un ruisseau (venant du nord-est) et en traversant une zone de marais en fin de segment, jusqu'à la décharge (venant du nord-ouest) d'un petit lac et de zones de marais;
- vers le sud-est traversant une zone de marais, jusqu'à son embouchure[2].

La Petite Rivière se déverse dans la partie ouest de la baie Cybèle, sur la rive sud de l'île d'Anticosti. Cette confluence est située au nord-est de l'embouchure de la rivière au Cormoran, au sud-ouest de la pointe Health (soit la pointe sud à l'extrémité Est de l'île d'Anticosti) et à l'est de Port-Menier.
La rive gauche du cours inférieure de la rivière sert de limite à la réserve écologique de la Pointe-Heath.